# Phala Tashi Dargye
Phala Tashi Dargye (tibétain : ཕ་ལྷ་བཀྲ་ཤིས་དར་རྒྱས་, Wylie : pha lha bkra shis dar rgyas, ? - 1891) est un homme politique tibétain. Il est Kalön du Kashag de 1876 à 1891.